# روجر الأول كونت صقلية
روجر الأول (بالإيطالية: Ruggero I di Sicilia)‏ ‏(1031 - 22 يونيو 1101) عرف باسم «الكونت الكبير روجر» (بالإيطالية:  gran conte ruggero)‏ هو كونت كونتية صقلية وأول الحكام النورمان في صقلية حكم ما بين أعوام 1072 و1101. كما كان آخر زعماء الغزو النورماني لجنوب إيطاليا.